# Красное лето
«Красное лето» (англ. Red Summer) — кровавые расовые беспорядки, которые произошли в Соединённых Штатах в течение лета и начале осени 1919 года. В большинстве случаев белые нападали на афроамериканцев, это произошло более чем в тридцати американских городах. В некоторых случаях чернокожие ответили самообороной и ответными нападениями, в частности, в Чикаго, Вашингтоне и городке Элейн, Арканзас; в этих городах было зафиксировано наибольшее количество смертельных случаев.

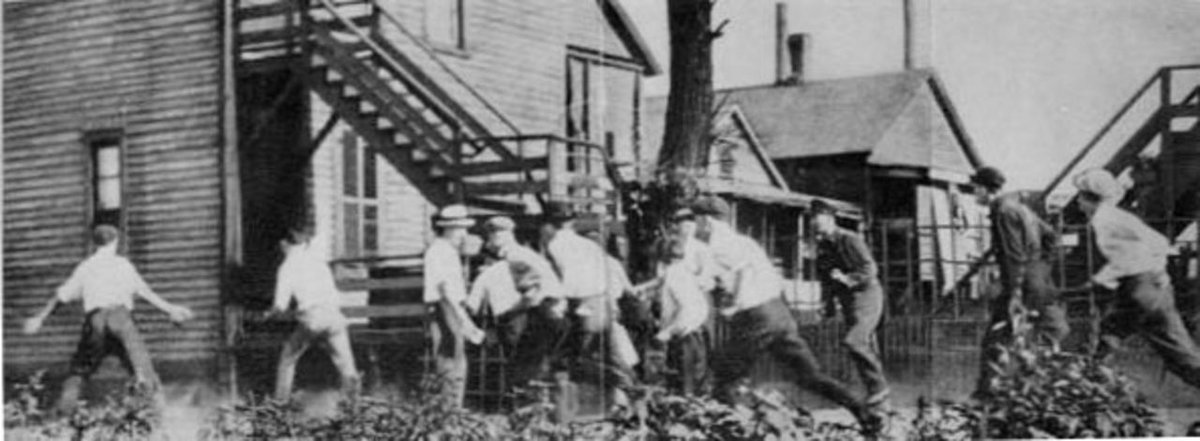
Группировка белых, ищущих афроамериканцев во время беспорядков

## Название
Термин «Красное лето» впервые использовал активист и писатель Джеймс Уэлдон Джонсон. С 1916 года он работал секретарём в Национальной ассоциации прогресса цветного населения, участвовал в организации множества местных отделений ассоциации. Летом 1919 года он организовал мирные протесты против насилия на расовой почве.

## Обстановка
С мобилизацией трудовых ресурсов и военными действиями США в Первой мировой войне, а также прекращением притока иммигрантов из Европы индустриальные города Севера и Среднего Запада начали испытывать серьёзную нехватку трудовых ресурсов. Промышленники Севера начали брать на работу людей с Юга. Из-за этого случился большой отток рабочей силы с Юга на Север. В годы Первой мировой войны, во время первой волны великой миграции  сотни тысяч афроамериканцев мигрировали с Юга в промышленные города Севера и Запада. Они переезжали в поисках рабочих мест, а также чтобы избежать линчевания, законов Джима Кроу и получить гражданские права. Афроамериканские рабочие занимали новые рабочие места, а также места, которые раньше принадлежали белым. В некоторых городах они были наняты в качестве штрейкбрехеров (людей, которые вышли на работу во время забастовки всего предприятия), особенно во время забастовки 1917 года. Это увеличило обиду и подозрительность белого населения, особенно рабочего класса, среди которых было много белых иммигрантов и людей из первого поколения американцев. После войны быстрая демобилизация военных (без плана трудоустройства такого большого количества человек) и отмена контроля над ценами привели к безработице и инфляции, всё это повысило конкуренцию за рабочие места.
Во время первой Красной угрозы, после революции в России, антигерманские настроения в Соединённых Штатах быстро сменились на антибольшевисткие. Многие политики и члены правительства США вместе с большей частью прессы и общественности выражали и разделяли опасения по поводу стремления социалистов, коммунистов и анархистов свергнуть правительство и создать новое по советскому образцу. В такой атмосфере общественной истерии забастовки и трудовые волнения, радикальные выступления и даже умеренное инакомыслие характеризовались как антиамериканские или губительные для нации. В это время афроамериканцы вели пропаганду за расовое равенство, трудовые права и право на защиту от судов Линча. Тесные связи между недавними иммигрантами из Европы и радикальными политическими идеями и организациями в Европе разжигали американские тревоги.

## События

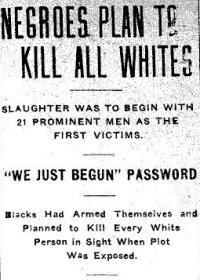
Заметка в газете в Элейн (Арканзас), штат Арканзас о том, что негры якобы готовят убийство белых, 3 октября, 1919

Согласно отчёту сотрудника Департамента труда Соединённых Штатов доктора Джорджа Е. Хайнса, летом-осенью 1919 года было зафиксировано 38 отдельных бунтов, в которых белые нападали на чёрных. Согласно этому отчёту, в период 1 января — 14 сентября 1919 года, по крайней мере 43 негра были линчёваны, из них 16 повешены, а остальные застрелены. Правительство США не могло или не хотело вмешиваться и наказывать за убийства. Впервые в истории расовых столкновений в США отмечены попытки негров организовать отряды самообороны. А. Филипп Рэндолф, правозащитник и лидер Brotherhood of Sleeping Car Porters, защищал права чернокожих на самооборону.

## Массовые беспорядки
- После беспорядков 10 мая в Чарльстоне, Южная Каролина введено военное положение[1]. Бунт подняли моряки ВМФ США; Айзек Доктор, Уильям Браун и Джеймс Толбот, и много афроамериканцев, были убиты. 5 белых и 18 чёрных были ранены. При расследовании этого дела было установлено, что зачинщиками были 4 моряка и один гражданский, все были белыми[5].
- В начале июля бунт в городе Лонгвью, штат Техас, привёл к гибели четырёх человек и уничтожению местного чёрного гетто[1].
- 3 июля чёрные солдаты сегрегированного 10-го кавалерийского полка были атакованы местной полицией в городе Бисби, штат Аризона[6].
- В июле в Вашингтоне распространились слухи об аресте афроамериканца за изнасилование. Слухи вылились в четыре дня уличного насилия, сопровождавшегося нападениями белых (многие из которых были в военной форме) на случайных людей-афроамериканцев на улице; в других случаях толпа вытаскивала афроамериканцев из машин. После отказа полиции вмешаться начались столкновения белых с чёрными отрядами самообороны, в результате чего в город пришлось вводить войска. К концу беспорядков погибло десять белых, включая двух полицейских, и пятеро чёрных.

Национальная ассоциация содействия прогрессу цветного населения отправило президенту Вильсону письмо протеста:
...позор толпам нападающих, среди них были солдаты, матросы, морские пехотинцы, которые нападали на безобидных и невинных негров в столице США. Мужчины в форме нападали на негров на улицах города, а также вытаскивали их из трамваев, чтобы избить. Толпы, как сообщается ...делали направленные атаки на любого проходящего негра... Эффектом таких беспорядков в столице будет увеличение жестокости и опасности вспышек беспорядков в других местах..Национальная ассоциация содействия прогрессу цветного населения призывает Вас, как президента и главнокомандующего Вооруженных сил, сделать заявление, осуждающее насилие толпы и обеспечить выполнение таких военных законов, как требует ситуация.
«Национальная ассоциация содействия прогрессу цветного населения спрашивает у Вас, как долго Федеральное правительство при содействии Вашей администрации намеревается терпеть анархию в Соединенных Штатах?»
- В городе Норфолк, штат Виргиния, белые атаковали чёрных ветеранов. По крайней мере шесть человек застрелены, порядок восстановлен с помощью морской пехоты и военного флота[1].
- 27 июля начинаются наиболее тяжёлые расовые столкновения 1919 года, имевшие место в городе Чикаго. Белые обнаружили чёрную молодёжь, нарушившую границу сегрегированных пляжей на озере Мичиган и заплывшую на пляжи, зарезервированные только для белых. Несколько нарушителей были утоплены. После отказа полиции вмешаться начался бунт чёрной молодёжи Чикаго, продолжавшийся 13 дней. Среди белых особую активность проявили ирландцы, чья территория непосредственно граничила с чёрным гетто. К моменту окончания беспорядков погибло 23 чёрных и 15 белых, 537 человек ранены, разрушено более тысячи домов афроамериканских семей[1][8].

На ежегодной конференции в конце июля Северо-восточная федерация клуба цветных женщин осудила беспорядки и поджоги домов негров и попросила президента Вильсона «использовать все средства, что в ваших силах, чтобы остановить беспорядки в Чикаго и подстрекательство к ним». В конце августа снова протестовали НАСПЦН из-за нападения на секретаря организации в Остине, штат Техас. В телеграмме говорилось: «Национальная ассоциация содействия прогрессу цветного населения спрашивает у Вас, как долго Федеральное правительство при содействии Вашей администрации намеревается терпеть анархию в Соединенных Штатах?»
- В августе начался бунт в городе Ноксвилл, штат Теннесси, после того, как мулат Морис Майес был заподозрен в убийстве белой женщины. Толпа в 10 тыс. белых, взорвав двери динамитом, взяла штурмом городскую тюрьму в поисках подозреваемого, и, не найдя его, освободила 16 белых, захватив при этом оружие и конфискованный алкоголь. Разгромив тюрьму, толпа направилась в поисках Майеса в местный чёрный район, где начались перестрелки белых с чёрными. Акты насилия продолжались в течение дня, причём двое чёрных были убиты на вокзале, когда пытались бежать из города. Бунт подавлен Национальной гвардией[11][12][13].

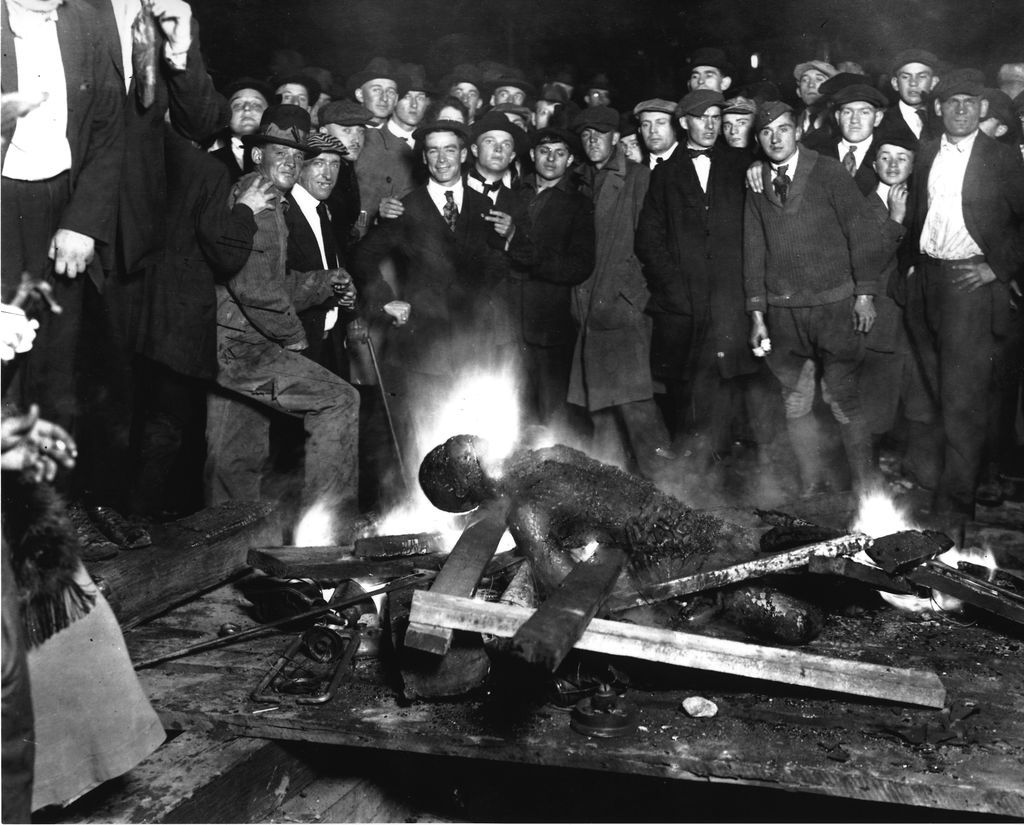
Сожжение линчёванного толпой Уилла Брауна

- В конце сентябре толпа в 4 тыс. белых в городе Омаха, штат Небраска потребовала от полиции выдать Уилла Брауна, чёрного, подозреваемого в изнасиловании белой женщины. Полицейские попытались рассеять толпу водой из брандспойтов, но их забросали кирпичами, разбив все стёкла в здании суда. Сожжено здание суда, подозреваемый линчёван толпой, его тело сожжено, после чего толпа рассеялась по городу, захватив оружие, а также нападая на полицейских и негров. Семь полицейских получили лёгкие огнестрельные ранения. Кроме того, толпа захватила мэра Эдварда Смита, перевернув при этом полицейский автомобиль, и попыталась повесить его. Мэр был освобождён полицией и провёл в госпитале несколько дней. Сам бунт на следующий день был подавлен федеральными войсками[14].
- Последний бунт произошёл 1 октября в городе Элейн, штат Арканзас. В ходе столкновений погибло от 100 до 200 чёрных и пятеро белых. Местные власти и местная пресса обвинили чёрных в намерении организовать «социалистический» профсоюз и устроить массовую резню белого населения. 12 чёрных были приговорены к смертной казни и 79 к тюремному заключению до 21 года, однако впоследствии эти приговоры были отменены Верховным судом США[15].

Это сообщение вызвало быструю реакцию газетах, которые выходили с заголовками: "Негры, схваченные в арканзасских бунтах, признались в широко распространенном заговоре", "На сегодня была запланирована резня белых". Несколько агентов ФБР провели неделю, беря интервью у участников беспорядков. Не было установлено никаких признаков готовящегося заговора.
Местное правительство судило и признало виновными 79 негров, 12 из них были приговорены к смертной казни. (Арканзас и другие южные штаты лишили гражданских прав большинство афроамериканцев в период 1890-1910 гг., они не могли голосовать, занимать политические посты или служить в суде). Остальные обвиняемые получили сроки до 21 года. Осуждённые обратились в Верховный суд, который полностью отменил приговоры из-за ошибок судей. В результате этого был увеличен надзор за правами заключённых.

## Хронология
На основе доклада Хайнеса:
| Дата    | Город, штат               |
| ------- | ------------------------- |
| 10 мая  | Чарльстон, Южная Каролина |
| 10 мая  | Силвестер, Джорджия       |
| 29 мая  | округ Патнам, Джорджия    |
| 31 мая  | Монтиселло, Миссисипи     |
| 13 июня | Нью-Лондон, Коннектикут   |
| 13 июня | Мемфис, Теннесси          |
| 27 июня | Аннаполис, Мэриленд       |
| 27 июня | Мейкон, Миссисипи         |
| 3 июля  | Бисби, Аризона            |
| 5 июля  | Скрантон, Пенсильвания    |
| 6 июля  | Даблин, Джорджия          |
| 7 июля  | Филадельфия, Пенсильвания |
| 8 июля  | Котсвилл, Пенсильвания    |
| 9 июля  | Таскалуса, Алабама        |
| 10 июля | Лонгвью, Техас            |
| 11 июля | Балтимор, Мэриленд        |
| 15 июля | Порт-Артур, Техас         |

| Дата        | Город, штат                      |
| ----------- | -------------------------------- |
| 19 июля     | Вашингтон                        |
| 21 июля     | Норфолк, Виргиния                |
| 23 июля     | Новый Орлеан, Луизиана           |
| 23 июля     | Дарби, Пенсильвания              |
| 26 июля     | Гобсон, Алабама                  |
| 27 июля     | Чикаго, Иллинойс                 |
| 28 июля     | Ньюберри, Южная Каролина         |
| 31 июля     | Блумингтон, Иллинойс             |
| 31 июля     | Сиракьюс, Нью-Йорк               |
| 31 июля     | Филадельфия, Пенсильвания        |
| 4 августа   | Хаттисберг, Миссисипи            |
| 6 августа   | Тексаркана, Техас                |
| 21 августа  | Нью-Йорк, Нью-Йорк               |
| 29 августа  | Окмалги (округ Лоренс), Джорджия |
| 30 августа  | Ноксвилл, Теннесси               |
| 28 сентября | Омаха, Небраска                  |
| 1 октября   | Элейн, Арканзас                  |

## Реакция
«Мы обращаемся к вам с просьбой, чтобы ваша страна предприняла меры для защиты прав своего расового меньшинства, которые с вашей помощью были вынуждены принять Польша и Австрия для их расовых меньшинств».
Протесты и обращения продолжались неделю. В письме в конце ноября Национальная лига равных прав обратилась к президенту Вильсону: «Мы обращаемся к вам с просьбой, чтобы ваша страна предприняла меры для защиты прав своего расового меньшинства, которые с вашей помощью были вынуждены принять Польша и Австрия для их расовых меньшинств».
В сентябре 1919 года в ответ на Красное Лето в северных городах образуется Африканское Братство Крови в качестве вооруженного сопротивления.

### Отчёт Хайнеса
Доклад Джорджа Эдмунда Хайнеса в октябре 1919 года был призывом к национальным действиям; его сообщение попало в главные газеты страны. Президент Вильсон отметил, что суды Линча — национальная проблема; по его данным в 1889–1918 гг. более 3000 человек были преданы суду Линча; среди них 2472 чернокожих мужчины и 50 чернокожих женщин. Хайнес сказал, что государство показало себя «неспособным или не желающим» положить конец судам Линча и редко преследовало убийц по закону. Тот факт, что белые линчевали на Севере так же, как и на Юге, демонстрирует национальную природу этой проблемы: «Глупо предполагать, что убийства могут быть ограничены одной частью страны или одним бунтом». Он связал линчевание с широко распространенными в те годы беспорядками:
Для подогретой алкоголем толпы постоянная безнаказанность судов Линча является молчаливым согласием правительства. При таком общественном мнении любой тривиальный инцидент может стать началом крупных беспорядков.
Игнорирование закона и судебного процесса неизбежно приведёт к более частым и кровавым столкновениям между белыми и неграми и является условием потенциальной расовой войны во многих городах Соединенных Штатов.
Необузданное насилие толпы создаёт ненависть и нетерпимость, делая невозможным свободное и беспристрастное обсуждение не только проблем беспорядков, но и вопросов, в которых есть упоминание о других расах.

### Пресса
В разгар лета, во время чикагских беспорядков, федеральный чиновник сказал Нью-Йорк Таймс, что насилие следовало «из агитации, которую вели Индустриальные рабочие мира, большевики и другие радикальные движения.» Он обращал внимание на публикации афроамериканских авторов, в которых они писали о сотрудничестве с левыми группами, восхваляли советскую власть и противопоставили храбрость заключенного в тюрьму социалиста Юджина Дебса «школьной риторике мальчика» традиционных темнокожих лидеров. The Times охарактеризовала публикации как «порочные и очевидно профинансированные», упомянула «определенные фракции радикальных социалистов», и сообщила обо всём этом под заголовком: «Красные пытаются расшевелить негров, чтобы совершить революцию».
В ответ некоторые чернокожие лидеры, в том числе епископ Чарльз Генри Филлипс из методистской епископальной церкви, попросили чёрных избегать насилия в пользу «терпения» и «морального воздействия». Хотя Филлипс сказал, что он выступает против любой пропаганды насилия, он также сказал:
Я не могу поверить, что чернокожий был под влиянием большевистских агентов во время беспорядков, в которых он принимал участие. Это не похоже на него — быть предателем или революционером, который сверг бы правительство. Но тогда самосуд, под угрозой которого он так долго жил в терроре и несправедливости, которому должен был подчиниться, сделал его обидчивым и раздражительным.
В представлении отчета Хайнеса в начале октября, Нью-Йорк Таймс обеспечила контекст, в котором не упоминался он [Хайнес]. Хайнес документально подтвердил насилие и бездействие на государственном уровне. Таймс видела «кровопролитие в местном масштабе» как доказательства «новой негритянской проблемы» из-за «влиятельных людей, которые теперь работают над тем, чтобы вбить клин горечи и ненависти между двумя расами». Незадолго до этого, Таймс сказала, что темнокожие лидеры показали «чувство признательности» за то, что белые страдали от их имени в гражданской войне, которая «даровала чёрным возможности, которые он имеет в любой части света». Теперь боевики вытесняют Букера Т. Вашингтона, который «постоянно выступал за примирительные меры». «Таймс» продолжала:
Каждую неделю лидеры боевиков всё больше прогрессируют. Их можно поделить на классы: радикалы и революционеры. Первые распространяют большевистскую пропаганду. Сообщается, что в их ряды вступает множество чёрных людей. Так же стоит учитывать невежество чёрных во многих частях страны, так как велика опасность завлечь их революционной доктриной. Другой класс лидеров боевиков ограничивается разжиганием борьбы против всех форм расовой дискриминации. Их программа основана на бескомпромиссном протесте, 'бороться и продолжать бороться за гражданские права и полные демократические привилегии.
В качестве доказательства воинственности и большевизма, «Таймс» процитировала У. Э. Б. Дюбуа: «Сегодня мы поднимаем страшное оружие самообороны … Когда собираются вооруженные линчеватели, мы тоже должны быть вооружены..» Когда «Таймс» одобрила призыв Хайнеса для бирасовой конференции по созданию «какого-то плана, чтобы гарантировать защиту, справедливость и возможности афроамериканцам, которые получат поддержку законопослушных граждан обеих рас», она поддержала дискуссию с «этими лидерами афроамериканцев, которые выступают против боевых методов», только «боевые методы» они упомянули в качестве самообороны.
В середине октября официальные источники предоставили «Таймс» доказательства большевистской пропаганды, обращённой к афроамериканским сообществам Америки. Эта пропаганда была «параллельна агитации, которая продолжается в индустриальных центрах Севера и Запада, где есть много иностранных чернорабочих». «Таймс» описала газеты, журналы и «так называемые "организации негритянского улучшения" как способ, которым велась пропаганда «доктрин Ленина и Троцкого». Это было цитирование из таких публикаций, которые сравнивали недавнее насилие в Чикаго и Вашингтоне с
«Советской Россией, страной, в которой десятки расовых и языковых типов уладили свои многочисленные различия и нашли общий язык, страной, которая больше не угнетает колонии, страной, в которой прекратились суды линча и в которой теперь существуют расовая терпимость и мир.»
 «Таймс» отметила призыв к объединению: «Чёрные должны сформировать хлопковые союзы рабочих. Южные белые капиталисты понимают, что они [чёрные] могут поставить на колени южан и привести к власти бурбонских демократов».

### Правительственная деятельность
Джон Гувер в начале своей карьеры в правительстве проанализировал беспорядки для Генерального прокурора. Он называл причиной июльских беспорядков в Вашингтоне «многочисленные нападения негров на белых женщин». В октябрьских событиях в Арканзасе он обвинял «местную агитацию в негритянском гетто». Более общей причиной, которую он назвал, была «пропаганда радикального характера». Он обвинял в социалистической пропаганде журналы, принадлежащие темнокожим, которые в свою очередь пробудили их темнокожих читателей. Насилие белых преступников упомянуто не было. Как руководитель радикального подразделения министерства юстиции, Гувер начал исследование «активности афроамериканцев», потому что он считал, что газета Negro World проповедует большевизм. Гувер построил карьеру на красной угрозе.

## Заметки
1. 1 2 3 4 5 6 7 8 9 10 11 12  New York Times: "For Action on Race Riot Peril, " October 5, 1919 Архивная копия от 3 марта 2016 на Wayback Machine, accessed January 20, 2010. This newspaper article includes several paragraphs of editorial analysis followed by Dr. George E. Haynes' report, «summarized at several points.»
2. 1 2  Alana J. Erickson, «Red Summer» in Encyclopedia of African-American Culture and History (NY: Macmillan, 1960), 2293-4
3. ↑  George P. Cunningham, "James Weldon Johnson, " in Encyclopedia of African-American Culture and History (NY: Macmillan, 1960), 1459-61
4. 1 2  David M. Kennedy, Over Here: The First World War and American Society (NY: Oxford University Press, 2004), 279, 281-2
5. ↑  Walter C. Rucker, James N. Upton. Encyclopedia of American Race Riots. Volume 1. 2007, page 92-3
6. ↑  Rucker, Walter C. and Upton, James N. Encyclopedia of American Race Riots (2007), 554
7. ↑  New York Times: "Protest Sent to Wilson, " July 22, 1919 Архивная копия от 5 марта 2016 на Wayback Machine. Retrieved January 21, 2010.
8. ↑  Encyclopedia Britannica: «Chicago Race Riot of 1919» Архивная копия от 20 ноября 2011 на Wayback Machine. Retrieved January 24, 2010.
9. ↑  New York Times: "Negroes Appeal to Wilson, "" August 1, 1919 Архивная копия от 5 марта 2016 на Wayback Machine. Retrieved January 21, 2010.
10. ↑  New York Times: Negro Protest to Wilson, " August 30, 1919 Архивная копия от 5 марта 2016 на Wayback Machine. Retrieved January 21, 2010.
11. ↑  Tennessee Encyclopedia of History and Culture: Knoxville Riot of 1919 (недоступная ссылка). Retrieved January 25, 2010.
12. ↑  Robert Whitaker, On the Laps of Gods: The Red Summer of 1919 and the Struggle for Justice that Remade a Nation (NY: Random House, 2008), 53
13. ↑  Matthew Lakin, «'A Dark Night': The Knoxville Race Riot of 1919,» Journal of East Tennessee History, 72 (2000), pp. 1-29.
14. ↑  David, Pietrusza, 1920: The Year of Six Presidents (NY: Carroll & Graf, 2007), 167-72
15. ↑  Eric M. Freedman, Habeas Corpus: Rethinking the Great Writ of Liberty (New York University Press, 2001), 68
16. ↑  Robert Whitaker, On the Laps of Gods: The Red Summer of 1919 and the Struggle for Justice that Remade a Nation (NY: Random House, 2008), 131-42. Whittaker’s work is a detailed account of the Arkansas events, not a general study of the Red Summer.
17. ↑  Robert Whitaker, On the Laps of Gods: The Red Summer of 1919 and the Struggle for Justice that Remade a Nation (NY: Random House, 2008), 51
18. ↑  New York Times: "Ask Wilson to Aid Negroes, " November 26, 1919 Архивная копия от 5 марта 2016 на Wayback Machine. Retrieved January 21, 2010.
19. ↑  New York Times: "Reds Try to Stir Negroes to Revolt, " July 28, 1919 Архивная копия от 3 марта 2016 на Wayback Machine. Retrieved January 28, 2010.
20. ↑  «Denies Negroes are 'Reds'» Архивная копия от 3 марта 2016 на Wayback Machine New York Times August 3, 1919, accessed January 28, 2010. Phillips was based in Nashville, Tennessee.
21. ↑  New York Times: "Reds are Working among Negroes, " October 19, 1919 Архивная копия от 4 марта 2016 на Wayback Machine. Retrieved January 28, 2010.